# Dalton Tagelagi

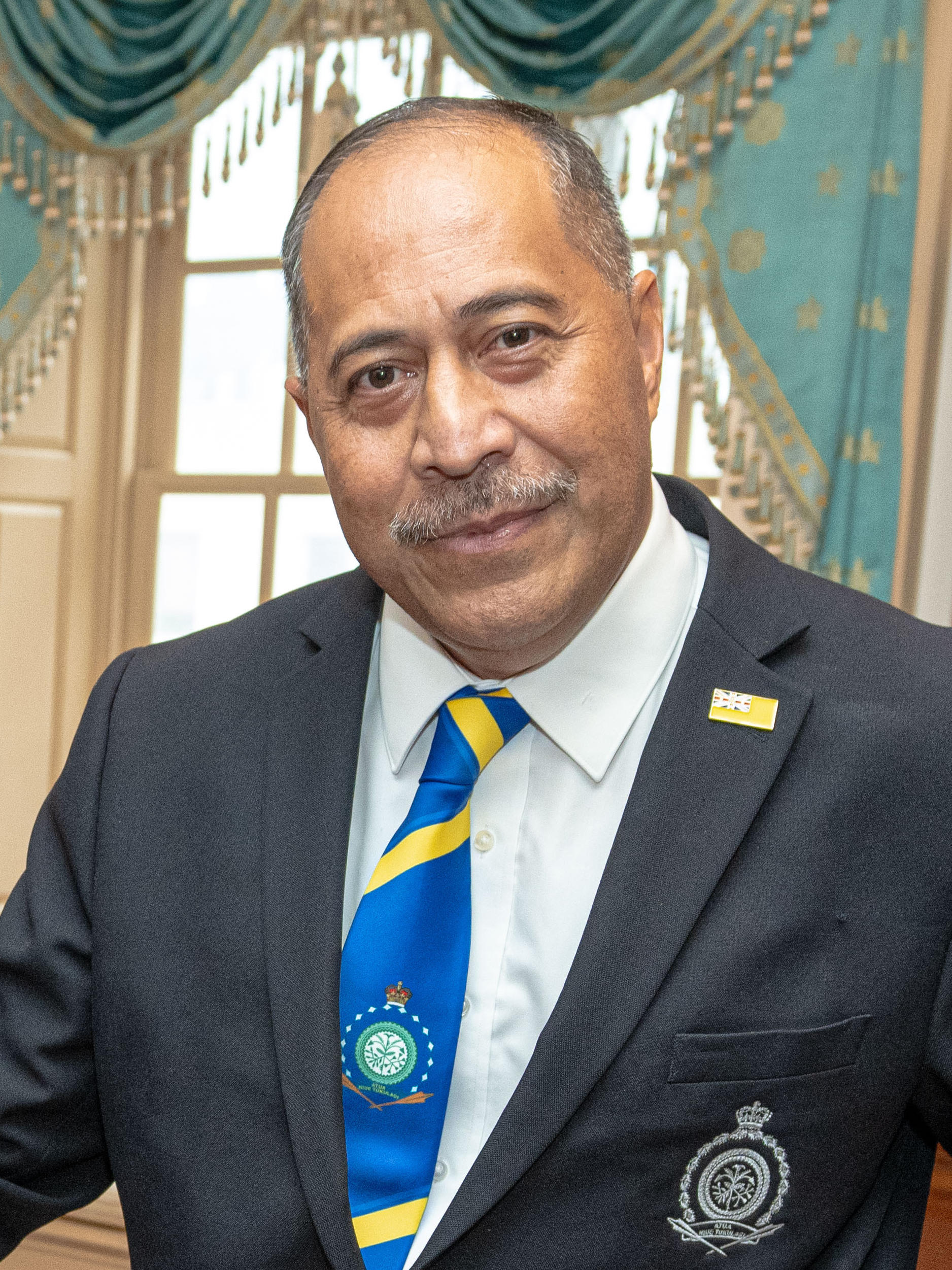
Dalton Tagelagi (2023)

Dalton Tagelagi (* 5. Juni 1968 in Alofi) ist ein Politiker und seit dem 11. Juni 2020 amtierender Premierminister von Niue. Da auf Niue keine politischen Parteien bestehen, ist Tagelagi „parteilos“.
Tagelagi ist der Sohn des ehemaligen Vorsitzenden des Parlaments von Niue Sam Pata Emani Tagelagi. 2008 wurde Tagelagi erstmals in das Parlament gewählt und 2011, 2014, 2017 und 2020 jeweils als Abgeordneter für den südlichen Teil Alofis wiedergewählt.
Zwischen 2017 und 2020 amtierte er als Minister für Umwelt und Ressourcen, Land-, Forstwirtschaft und Fischerei. Bei den Commonwealth Games 2014, 2018 und 2022 nahm Tagelagi als Bowls-Spieler teil.
In der parlamentsinternen Wahl zum Premierminister setzte sich Tagelagi mit 13 zu 7 Stimmen gegen die Abgeordnete O’Love Jacobsen durch.